# Eleições na Abecásia
Abecásia elege a nível nacional um chefe de Estado - o presidente - e um legislador . O presidente é eleito para um mandato de cinco anos pelo povo. A Assembleia do Povo tem 35 membros, eleitos para um mandato de cinco anos no único assento do eleitorado.As últimas eleições parecem mostrar uma evolução rumo a multi-partidos.

## Eleições legislativas de 2007
| Partidos                             | Partidos                      | Partidos                     | Assentos |
| ------------------------------------ | ----------------------------- | ---------------------------- | -------- |
| Aitaira (Revival)                    | Amtsakhara                    | Unidos da Abecásia           | 28       |
| Fórum de Unidade Popular da Abecásia | Partido Comunista da Abecásia | União dos Cidadãos da Rússia | 07       |
| Total (% participação)               |                               |                              | 35       |

## Eleições presidenciais de 2009
Resultado da eleição presidencial da Abecásia-12 de dezembro de 2009
| Candidato a presidência               | Vice-candidato   | Votos   | %      |
| ------------------------------------- | ---------------- | ------- | ------ |
| Sergei Bagapsh                        | Alexander Ankvab | 62.231  | 61,16  |
| Raul Khajimba                         | Vasilii Avidzba  | 15.584  | 15,32  |
| Zaur Ardzinba                         | Khripsom Jopua   | 9.296   | 9,14   |
| Beslan Butba                          | Almasbei Kchach  | 8.395   | 8,25   |
| Vitali Bganba                         | David Dasania    | 1.326   | 1,30   |
| Outros candidatos                     |                  | 1.893   | 1,86   |
| Inválidos                             |                  | 3.031   | 2,98   |
| Número total de votos expressos       |                  | 101.756 | 100,00 |
| Comparecimento às urnas               |                  | 101,756 | 73,50  |
| Abstenção                             |                  | 36.691  | 26,50  |
| Número total de eleitores registrados |                  | 138.447 | 100,00 |
| Fonte:                                |                  |         |        |